# Mixed Race
Albums de Tricky
Knowle West Boy
(2008) False Idols
(2013)
Mixed Race est le neuvième album du rappeur / producteur britannique Tricky, sorti le 27 septembre 2010. Il a été enregistré à Paris où Tricky vit, au moment de la sortie du disque, depuis plus d'un an.

## Titres
1. Every Day
2. UK Jamaican
3. Early Bird
4. Ghetto Stars
5. Hakim
6. Come To Me
7. Murder Weapon
8. Time To Dance
9. Really Real
10. Bristol to London